# Armia Republiki Bośni i Hercegowiny
Armia Republiki Bośni i Hercegowiny (ARBiH; bośn. Armija Republike Bosne i Hercegovine, cyr. Армија Републике Босне и Херцеговине) – siły i środki wydzielone przez Republikę Bośni i Hercegowiny do zabezpieczenia własnych interesów i prowadzenia walki zbrojnej zarówno na jej terytorium oraz poza nim. Armia została powołana do życia 15 kwietnia 1992 roku, a po podpisaniu układu w Dayton w 1995 roku została przekształcona w Armię Federacji Bośni i Hercegowiny. Najwyższym zwierzchnikiem ARBiH był prezydent Alija Izetbegović.
Od 1992 do 1994 roku armia była skonfliktowana z Chorwacką Radą Obrony. ARBiH była oskarżona przez Międzynarodowy Trybunał Karny dla byłej Jugosławii o zbrodnie wojenne na ludności chorwackiej i serbskiej.

## Historia

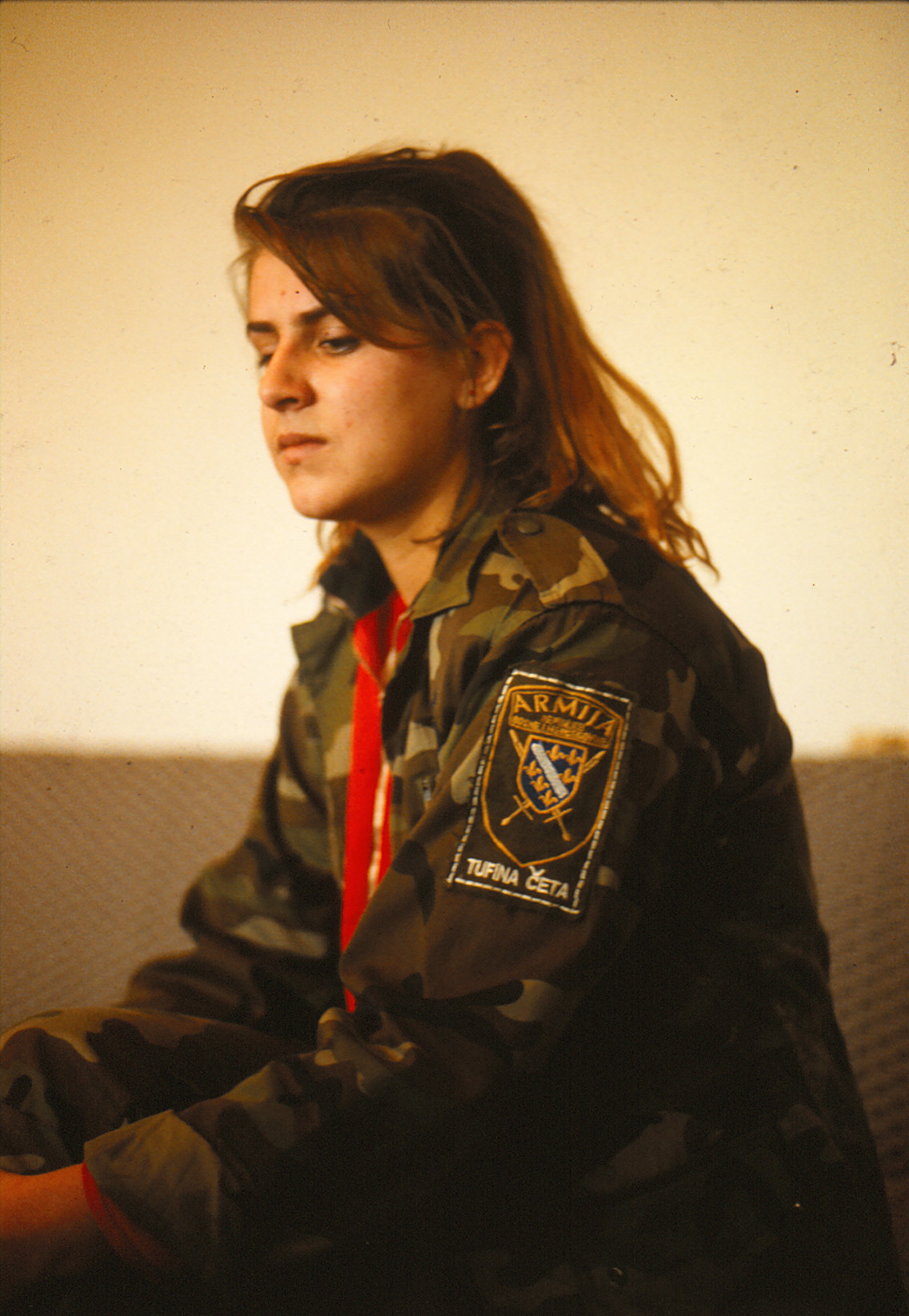
Kobieta wcielona do ARBiH w ramach poboru (1992)

W związku z wybuchem wojny w Bośni i Hercegowinie 8 kwietnia 1992 roku rozpoczęto obronę świeżo proklamowanej Republiki Bośni i Hercegowiny za pomocą jednostek Siły Obrony Terytorialnej Republiki Bośni i Hercegowiny (bośn. Teritorijalna odbrana Republike Bosne i Hercegovine, TORBiH), którą 15 kwietnia tego samego roku przekształcono w Armię Republiki Bośni i Hercegowiny. Pierwszym dowódcą sztabu generalnego ARBiH został Sefer Halilović, 8 czerwca 1993 roku funkcję tę objął Rasim Delić.
Sztab generalny TORBiH został przemianowany na sztab generalny ARBiH (który znajdował się w Sarajewie), natomiast istniejące jeszcze jednostki Siły Obrony Terytorialnej Republiki Bośni i Hercegowiny podlegały pod ARBiH, zapewniały armii wsparcie logistyczne i militarne. Ostatnie jednostki tego typu działały jeszcze do jesieni 1993 roku.
18 sierpnia 1992 roku na mocy decyzji prezydenta Aliji Izetbegovicia terytorium Bośni i Hercegowiny zostało podzielone na kilka stref, które były zarządzane przez odpowiednie korpusy. Początkowo w armii mogli służyć wyłącznie obywatele BiH, z wyjątkiem sytuacji, gdy kraj był w stanie wojny. Wśród cudzoziemców znalazły się grupy mudżahedinów, które zostały włączone do 3 Korpusu. W 1993 roku zezwolono cudzoziemcom na awansowanie na wyższe stopnie, ponadto mogli oni otrzymać bośniackie obywatelstwo poprzez naturalizację.
W 1995 roku w ARBiH służyło ponad 200 tys. żołnierzy, z czego prawie 11 tys. stanowili oficerowie.

### Walki z siłami Chorwackiej Rady Obrony
Pierwsze konflikty zbrojne między Armią Republiki Bośni i Hercegowiny a Chorwacką Radą Obrony (HVO) miały miejsce pod koniec 1992 roku; do starć doszło w dolinie rzeki Lašvy, ale także w okolicach miejscowości Busovača, Gornji Vakuf-Uskoplje, Kiseljak, Prozor i Novi Travnik. 24 stycznia 1993 roku żołnierze ARBiH aresztowali około 400 muzułmanów z regionu Busovačy, którzy byli następnie przetrzymywani w Kaoniku.
W kwietniu 1993 roku doszło do walk w HVO w regionach Kakanja, Travnika, Viteza i Zenicy, 8 czerwca tego samego roku doszło do starć we wsi Maline. Walki między obiema armiami trwały do podpisania porozumienia waszyngtońskiego w 1994 roku.

## Zbrodnie wojenne
Według jednego z prokuratorów Międzynarodowego Trybunału Karnego dla byłej Jugosławii w latach 1993–1994 siły dowodzone przez Amira Kuburę dopuszczały się zbrodni na ludności cywilnej w centralnej Bośni (w okolicach miejscowości m.in. Bugojno, Kakanj, Travnik, Vareš i Zenica). Ofiarami tychże zbrodni byli bośniaccy cywile narodowości chorwackiej i serbskiej; byli oni okradani, bezprawnie więzieni oraz pozbawiani dostępu do opieki medycznej oraz pożywienia. Miejsca, w których przetrzymywano ludność cywilną, były często przeludnione. Ponadto żołnierze Kubury niszczyli miejsca kultu.
Na początku września 1993 roku siły ARBiH dopuściły się masakry w Grabovicy, w wyniku której zginęło co najmniej 13 cywili narodowości chorwackiej.

## Organizacja[2]
(stan na rok 1994)
- 1 Korpus (Sarajewo)
  - Brygada Artylerii
  - Brygada „Kralj Tvrtko”
  - 1 Brygada Górska
  - 2 Brygada Górska
  - 9 Brygada Górska
  - 10 Brygada Górska
  - 5 Brygada Piechoty
  - 11 Brygada Piechoty
  - 12 Brygada Piechoty
  - 1 Brygada Zmotoryzowana
  - 2 Brygada Zmotoryzowana
  - 3 Brygada Zmotoryzowana
  - 15 Brygada Zmotoryzowana
- 2 Korpus (Tuzla)
  - 1 Grupa Operacyjna „Brčko koridor”
    - 21 Brygada
    - 107 Brygada
    - 108 Brygada Chorwackiej Rady Obrony
    - 108 Brygada Zmotoryzowana
    - 208 Brygada

  - 2 Grupa Operacyjna „Spreča”
    - 108 Brygada
    - 111 Brygada
    - 117 Brygada

  - 3 Grupa Operacyjna „Olovo-Kladanj”
    - Brygada „Olovo”
    - 121 Brygada
    - 302 Brygada

  - 4 Grupa Operacyjna
    - 205 Brygada
    - 206 Brygada
    - 207 Brygada

  - 5 Grupa Operacyjna „Tuzla”
    - 1 Brygada
    - 2 Brygada
    - 3 Brygada

  - 6 Grupa Operacyjna „Južna Tuzla”
    - 116 Brygada
    - 118 Brygada
    - 119 Brygada
    - 210 Brygada

  - 7 Grupa Operacyjna „Maglaj”
    - 110 Brygada Chorwackiej Rady Obrony „Žepče”
    - 111 Brygada Chorwackiej Rady Obrony „Usora”
    - 201 Brygada
    - 202 Brygada
    - 203 Brygada
    - 204 Brygada
    - 207 Brygada
- 3 Korpus (Zenica)
  - Grupa Operacyjna „Bosanska krajina”
    - 27 Brygada
    - 306 Brygada
      - 2 bataliony

    - 312 Brygada

  - Grupa Operacyjna „Bosna” (Zavidovići, Žepče)
    - 303 Brygada
      - batalion

    - 318 Brygada
      - 2 bataliony

    - 319 Brygada
      - Zelene beretke

  - Grupa Operacyjna „Lasva” (Kakanj)
    - 305 Brygada
    - 309 Brygada
    - 325 Brygada
      - 2 bataliony

    - 333 Brygada

  - Grupa Operacyjna „Zapad” (Bugojno, Gornji Vakuf-Uskoplje)
    - 307 Brygada
    - 308 Brygada
      - 2 bataliony

    - 317 Brygada

  - Grupa Operacyjna „Zenica”
    - 301 Brygada
    - 314 Brygada
- 4 Korpus (Mostar)
- 5 Korpus (Bihać)
  - 501 Brygada
  - 502 Brygada
  - 503 Brygada
  - 505 Brygada
  - 506 Brygada
  - 511 Brygada
  - 517 Brygada
  - 101 Brygada Chorwackiej Rady Obrony
- 6 Korpus (Konjic)
  - 7 Brygada
  - 304 Brygada
  - 44 Brygada Górska
  - Brygada „Nemilu”
  - Brygada „Neretva”
  - Brygada „Vareška”
  - Grupa Operacyjna „Istok-Visoko”
- 7 Korpus (Travnik)
  - 17 Brygada Krajińska
  - 37 Brygada Muzułmańska
  - 705 Brygada Górska (Jajce)
  - 706 Brygada Górska (Han Bila)
  - 707 Brygada Górska (Bugojno)
  - 708 Lekka Brygada (Novi Travnik)
  - 712 Brygada Górska (Travnik)
  - 717 Lekka Brygada (Gornji Vakuf-Uskoplje)
  - 725 Lekka Brygada (Vitez)
  - 727 Brygada Górska (Gluha Bukovica)
  - 733 Lekka Brygada (Busovača, Kaćuni)
  - 737 Lekka Brygada Muzułmańska
    - batalion

  - batalion dywersyjny
  - batalion inżynieryjny
  - baza logistyczna
  - Dywizja Obrony Powietrznej
  - kompania czołgów
  - kompania do walki elektronicznej
  - kompania komunikacyjna
  - kompania ochrony przed bronią masowego rażenia
  - Mieszany Pułk Artylerii Rakietowej
- Grupa Operacyjna „Istočna Bosna” (Goražde, Srebrenica, Žepa)

## Wyposażenie

### Broń artyleryjska[13]
| Zdjęcie | Nazwa         | Pochodzenie                      | Uwagi                                                                           |
| ------- | ------------- | -------------------------------- | ------------------------------------------------------------------------------- |
|         | D-20          | ZSRR                             | haubicoarmata                                                                   |
|         | D-30          | ZSRR                             | haubica                                                                         |
|         | D-30J         | Jugosławia                       | haubica produkowana na licencji D-30                                            |
|         | D-30JA1       | Jugosławia                       | haubica produkowana na licencji D-30                                            |
|         | leFH 18/40    | III Rzesza                       | haubica                                                                         |
|         | M101A1        | Stany Zjednoczone                | haubica                                                                         |
|         | M114          | Stany Zjednoczone                | haubica                                                                         |
|         | M-30          | ZSRR                             | haubica                                                                         |
|         | M-37          | Jugosławia                       | moździerz                                                                       |
|         | M-43          | Jugosławia                       | moździerz                                                                       |
|         | M-46          | ZSRR                             | armata polowa                                                                   |
|         | M-48          | Jugosławia                       | moździerz                                                                       |
|         | M-56          | Jugosławia                       | haubica, kopia modelu M101                                                      |
|         | M-57          | Jugosławia                       | moździerz                                                                       |
|         | M-63 Plamen   | Jugosławia/ Bośnia i Hercegowina | wieloprowadnicowa wyrzutnia rakietowa                                           |
|         | M-65          | Jugosławia                       | kopia amerykańskiej haubicy M114                                                |
|         | M-69          | Jugosławia                       | moździerz                                                                       |
|         | M-71 Partizan | Jugosławia                       | wieloprowadnicowa wyrzutnia rakietowa                                           |
|         | M-77 Oganj    | Jugosławia/ Bośnia i Hercegowina | wieloprowadnicowa wyrzutnia rakietowa                                           |
|         | M-84 Nora     | Jugosławia                       | ulepszony wariant haubicoarmaty D-20                                            |
|         | M-87 Orkan    | Jugosławia                       | wieloprowadnicowa wyrzutnia rakietowa, niewielka ilość w jugosłowiańskiej armii |
|         | M-87 Topaz    | Jugosławia                       | modyfikacja radzieckiej armaty przeciwpancernej T-12                            |
|         | T-12          | ZSRR                             | armata przeciwpancerna                                                          |
|         | Typ 63        | Chiny                            | wieloprowadnicowa wyrzutnia rakietowa, duża ilość w armii bośniackiej           |
|         | ZiS-3         | ZSRR                             | armata polowa                                                                   |

### Broń piechoty[14]
| Zdjęcie | Nazwa                | Pochodzenie       | Uwagi                                      |
| ------- | -------------------- | ----------------- | ------------------------------------------ |
|         | 9M14 Malutka         | ZSRR              | broń przeciwpancerna                       |
|         | Browning M2          | Stany Zjednoczone |                                            |
|         | FN FAL               | Belgia            |                                            |
|         | HJ-8                 | Chiny             | broń przeciwpancerna pochodząca z przemytu |
|         | HK G3                | Niemcy            |                                            |
|         | M60                  | Jugosławia        | broń przeciwpancerna                       |
|         | M79 Osa              | Jugosławia        | broń przeciwpancerna                       |
|         | M80 Zolja            | Jugosławia        | broń przeciwpancerna                       |
|         | M90 Stršljen         | Jugosławia        | broń przeciwpancerna                       |
|         | MG 42                | III Rzesza        |                                            |
|         | RPG-7                | ZSRR              | broń przeciwpancerna                       |
|         | SWD                  | ZSRR              |                                            |
|         | Zastava M53          | Jugosławia        | kopia karabinu MG 42                       |
|         | Zastava M57          | Jugosławia        | broń przeciwpancerna                       |
|         | Zastava M59/66       | Jugosławia        | ulepszony wariant karabinu M59             |
|         | Zastava M70          | Jugosławia        | ulepszony wariant karabinu M60             |
|         | Zastava M72          | Jugosławia        | na licencji RPK                            |
|         | Zastava M76          | Jugosławia        | karabin wyborowy                           |
|         | Zastava M80          | Jugosławia        | na licencji AK-74                          |
|         | Zastava M84          | Jugosławia        | na licencji PK/PKM                         |
|         | Zastava M84 Škorpion | Jugosławia        | na licencji Sa vz. 61 Škorpion             |

### Broń przeciwlotnicza[15]
| Zdjęcie | Nazwa        | Pochodzenie    | Uwagi                                             |
| ------- | ------------ | -------------- | ------------------------------------------------- |
|         | 61-K         | ZSRR           |                                                   |
|         | BOV-3        | Jugosławia     | działo samobieżne, duża ilość w armii bośniackiej |
|         | Igła-1       | ZSRR           | pocisk rakietowy ziemia–powietrze                 |
|         | L-70 Bofors  | Szwecja        | działo samobieżne, duża ilość w armii bośniackiej |
|         | M53/59 Praga | Czechosłowacja | niewielka ilość w armii bośniackiej               |
|         | Strzała-2M   | ZSRR           | pocisk rakietowy ziemia–powietrze                 |
|         | Zastava M75  | Jugosławia     |                                                   |
|         | Zastava M55  | Jugosławia     |                                                   |
|         | ZSU-57-2     | ZSRR           | działo samobieżne                                 |

### Pojazdy bojowe[16]
| Zdjęcie | Nazwa      | Pochodzenie       | Uwagi                                                                                      |
| ------- | ---------- | ----------------- | ------------------------------------------------------------------------------------------ |
|         | BOV        | Jugosławia        | transporter opancerzony                                                                    |
|         | BRDM-2     | ZSRR              | opancerzony transporter rozpoznawczy z wyrzutniami 9P122 lub 9P133                         |
|         | BVP M-80   | Jugosławia        | transporter opancerzony                                                                    |
|         | M47 Patton | Stany Zjednoczone | czołg, niewielka ilość w armii bośniackiej                                                 |
|         | M-84       | Jugosławia        | czołg, niewielka ilość w armii bośniackiej                                                 |
|         | OT M-60    | Jugosławia        | transporter opancerzony                                                                    |
|         | PT-76      | ZSRR              | czołg                                                                                      |
|         | T-34-85    | ZSRR              | czołg                                                                                      |
|         | T-55       | ZSRR              | czołg                                                                                      |
|         | T-72       | ZSRR              | czołg pochodzący z przemytu, jego cena na nielegalnym rynku wynosiła 30 tys. USD za sztukę |